# 静電塗装
静電塗装（せいでんとそう）とは、帯電した塗料を利用する塗装方法。一般的にはライン生産方式や産業用ロボットなどの機械による塗装に向いているとされ、自動車の車体や白物家電の筐体などに広く利用されている。
塗料を霧状にするための方式には、塗料を噴霧器で噴霧するガン型と、帯電した塗料自身の反発を利用した静電霧化方式があり、さらに、ガン型には帯電した塗料を噴霧する方式と、噴霧した塗料に外部電極からコロナ放電で電荷を付与する方式とがある。

## 特徴
静電気力によって塗料が引き寄せられるため、対象に効率よく付着させることができること（高い塗着効率）、また、塗料が電気力線に沿って移動するため、噴霧器の正面だけではなく回り込んだ部分や、圧縮空気の逃げ場がない隅などにも塗装を行なうことができることが特徴である。欠点としては、電場の集中する凸部へ塗料が集中しやすいことや、想定外に離れたところまで付着する場合があることなどがある。また、高電圧を利用するため、感電事故や火災の発生に注意を払う必要がある。

## 粉体塗装
塗料に粉体を用い、これを静電気力によって付着させた後に高温で溶融して固定する手法を特に静電粉体塗装（パウダーコート）と呼ぶ。なお、粉体による塗装は「静電塗装法」だけではなく、「流動浸漬塗装法」があり、それぞれ塗料の材料と仕上がり後の特徴が異なる。
熱によって塗料を溶かして固めるため、液体塗料に比べて厚く丈夫な塗膜の形成が簡単で、有機溶剤を全く使わないため、それらに起因する悪影響も排除できる。一方、風の影響を受ける屋外などの作業には向かず、液体塗料の乾燥時より高い温度に対応したオーブンも必要となる。
塗料や工法の進歩により、これまで苦手とされていた薄膜塗装も可能となり、陶器やガラスのような非導体（絶縁体）や、高温耐熱性のある合成樹脂（エンジニアリングプラスチック）などにも塗装できるようになった。